# كولن سمارت
كولن سمارت (بالإنجليزية: Colin Smart)‏ هو لاعب اتحاد الرغبي بريطاني، ولد في 5 مارس 1950 في لندن في المملكة المتحدة.